# San Mateo (Castellón)
San Mateo (en valenciano y oficialmente Sant Mateu) es un municipio de la Comunidad Valenciana, España. Pertenece a la provincia de Castellón, en la comarca del Bajo Maestrazgo.

## Geografía
San Mateo, la capital histórica del Maestrazgo, se encuentra situada a 65 km al norte de la capital de provincia.
Situado entre montañas en lo que se denominó antiguamente el Vall d'Àngel, a una altura sobre el nivel del mar de aproximadamente 325 m y a 27 kilómetros de las playas del Mediterráneo.
El valle es rico en aguas puras y cristalinas, existiendo numerosas fuentes naturales en todo el valle: Font de les Piques, Morella, Aiguanova, Font Cuberta, Guilona, arroyos como el Benifarquell, Palacio y Coma que desembocan a la Rambla de Cervera.
La vegetación es característica del bosque mediterráneo abundando las plantas silvestres y aromáticas, romero, espliego, mirto, tomillo, saboricha, etc. Sus pinares y olivos milenarios tapizan de frondoso bosque todo el valle, con rutas de recorrido turístico.

### Localidades limítrofes
El término municipal de San Mateo limita con las siguientes localidades: Chert, La Jana, Cervera del Maestre, Tírig, Salsadella y Catí todas ellas de la provincia de Castellón.

### Accesos
Se accede a esta localidad desde Castellón de la Plana tomando la CV-10 (antigua vía Augusta) o desde Vinaroz por la N-232 (antigua vía César Augusta); También se accede por la autopista AP-7 (salida Vinaroz).

## Historia

### Prehistoria y periodo romano
Los datos históricos y arqueológicos dicen que antes de la época medieval ya existía poblamiento en el actual término municipal de San Mateo. Existen muestras de pintura rupestre levantina, restos de la Edad de Bronce y del mundo íbero, representados por los restos del poblado del Tossal de Carruana.
En época romana ya existía un asentamiento en el actual emplazamiento de la población, hecho confirmado por los hallazgos hechos el año 1925 en unas obras de canalización de aguas en la calle Sto. Domingo. Este asentamiento debería ser pequeño y tendría que estar relacionado con el paso de la Vía Augusta y la Caesar Augusta; según Ptolomeo 250 años a.c. situaba la ciudad de Intibili en esta confluencia, por lo que actualmente es la población. Otros historiadores, como Cortés (1835), también sitúa a Intibili debajo de la actual San Mateo. Los numerosos hallazgos encontrados últimamente podrían confirmar esta hipótesis. Últimamente se han encontrado restos arqueológicos de la época ibero-romana en la Porta falsa, Palau Borrull, Iglesia San Pedro y piedra de sillería en el Llano Sta. María con la inscripción íbera de kakerikor.

### Edad Media
Otra referencia, antes de la conquista cristiana, aparece en el año 1195. Es la primera vez que aparece el nombre de San Mateo en la documentación escrita. Se trata de un documento en el que Alfonso II de Aragón dona al Capítulo Catedralicio de Tortosa todas las tierras del término de Puebla de Benifasar y al citar los límites del territorio de esta cesión aparece Sancto Matheo. San Mateo fue conquistado por el rey Jaime I de Aragón quien lo entrega a los hospitalarios. En 1237, Hugo de Folcalquier, castellán de Amposta, otorga Carta Puebla a la población. El 24 de septiembre de 1274, Fray Berenguer de Almenara otorga la segunda Carta Puebla a la población de San Mateo de acuerdo con los usos y costumbres de Valencia. San Mateo toma por escudo de armas y bandera el ángel representativo del apóstol San Mateo. En la torre campanario aparecen las armas en piedra del ángel y San Miguel y la fuente de la plaza Mayor está coronada por su escudo de armas, el ángel.

San Mateo, a principios del siglo XIV, fue el centro de una pequeña comunidad de cátaros, aparte de ser junto con Morella la residencia del último perfecto cátaro, Guillaume Bélibaste. El historiador Jean Duvernoi encontró en unos legajos de la inquisición de Pamiers la delación de Arnau Sicre contra el último cátaro Guillaume Bélibaste que se encontraba oculto en Morella. En 1317, reinando Jaime II de Aragón, se funda la Orden de Montesa en el reino de Valencia y San Mateo se convierte en residencia de sus maestres y en cabeza del maestrazgo, o sea, en su capital. Desde la fundación de la Orden de Montesa en 1317 hasta el año 1400, la simbología montesiana era una cruz florlisada negra y con motivo de la anexión de la Orden de San Jorge de Alfama a la Orden de Montesa, se cambió la florlisada negra por la roja llana de San Jorge.

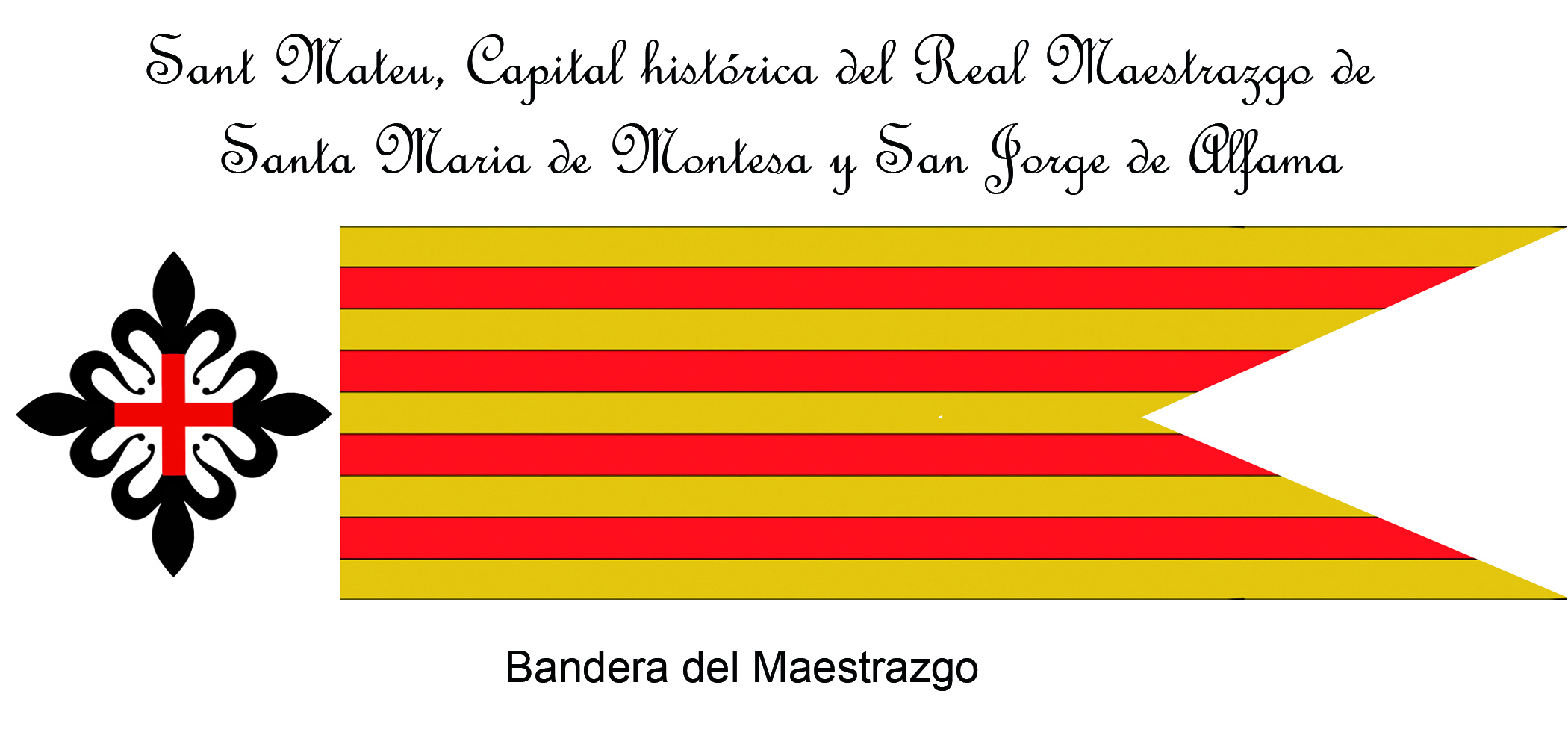
Bandera del Maestrazgo.

San Mateo fue la capital histórica de un amplio territorio que se denominaba Real Maestrazgo de Santa María de Montesa y de San Jorge de Alfama. El Maestrazgo estaba formado por Baylias y Encomiendas, entre ellas el Baylio Cervera o Mensa Maestral con ocho poblaciones: Cervera del Maestre, San Mateo, Traiguera, Chert, La Jana, Rosell, Canet y Calig. Empieza aquí una esplendorosa época medieval en la que San Mateo se convierte en un importante centro comercial, ganadero y artesanal desde donde se exportaba la lana de los rebaños de la zona a los telares de Prato y Florencia. Los comerciantes de la lana, Rossi, Comí y Datini desarrollaron una fuerte economía lanar de las más importantes de Europa. Los historiadores italianos magnificando la importancia económica de esta zona han afirmado «mudos hubiesen quedado los telares de Florencia de haberles faltado la lana de San Mateo». Los comerciantes de la lana fueron los impulsores de la construcción de la iglesia Arciprestal de San Mateo, llamada también «la catedral de los mercaderes de la lana». Este empuje económico sirvió para que San Mateo creciera durante los siglos XIII, XIV y XV, albergando en su villa, la Universidad de Humanidades, Escuela de Griego, Escuela pictórica, de orfebrería y cantería.
Su importancia política hizo que tuviese un destacado papel histórico, pues se celebraron Cortes Generales del Reino de Valencia en 1369-1370, 1421, y 1429. Visitaron la población importantes personajes como San Vicente Ferrer, Benedicto XIII (el famoso antipapa Papa Luna, señor temporal de la población en 1409), el antipapa Clemente VIII, Alfonso de Borja, (más tarde papa Calixto III), legado del papa de Roma Pedro de Foix, la reina María (esposa del rey Alfonso V el Magnánimo), el rey Carlos I (siendo príncipe de Asturias) y Felipe II de España.
El Papa Benedicto XIII (papa Luna) llega a San Mateo en mayo de 1411 al abandonar la sede papal de Aviñón, se aposenta en el palacio del Mestre de Montesa fray Romeu de Corbera varios meses hasta que concluyen las obras de acondicionamiento en Peñiscola como sede pontificia en octubre del mismo año. Durante su estancia en San Mateo toma las riendas del problema sucesorio de la Corona de Aragón al fallecer el rey Martín I sin sucesión directa. El Compromiso de Caspe pone fin al desgobierno asumiendo el trono de Aragón el infante de Castilla Fernando de Trastamara, no sin haberse evitado revueltas y guerras entre partidarios y candidatos. El papa Luna visitó varias veces San Mateo, en donde expidió numerosas bulas y celebró el final del concilio rabínico-cristiano en 1414, convirtiendo al cristianismo a más de 3000 judíos de la corona de Aragón en la iglesia arciprestal. El acontecimiento histórico más importante acaecido en San Mateo fue el final del Cisma de Occidente. El 15 de agosto de 1429, en la iglesia arciprestal de San Mateo, el antipapa Clemente VIII, sucesor del Papa Luna, renunciaba al papado ante el legado del Papa de Roma Martín V, finalizando el cisma de la iglesia occidental. El cardenal legado de Roma Pedro de Foix recogió en la Arciprestal de San Mateo la Tiara de San Silvestre y el Liber Censuum de las propiedades que los papas de Aviñón se llevaron de Roma en su huida.

### Edad Moderna
El hecho más destacado del siglo XVI está relacionado con el episodio de las Germanías. Los agermanados asesinaron el 16 de junio de 1521 al lugarteniente de Montesa, Bernardo Zaera, ante el rumor de que escondía hombres de armas en su palacio de la actual calle Forn Vell y tomaron el control de la población. Las tropas del Comendador Mayor de Montesa, D. Francisco Despuig, con la ayuda de tropas de Morella tomaron la población el 23 de junio de 1521 siendo el último baluarte de los agermanados la torre campanario que debido al uso defensivo que hicieron los refugiados perdió parte de su coronamiento.
En 1587, por disposición del Papa Sixto V, la dignidad de maestre de Montesa se incorpora a la Corona en la persona de Felipe II. Los monarcas delegaron su autoridad en un cargo conocido como Lugarteniente General del Maestrazgo Viejo de Montesa o Gobernador de San Mateo, cargo que perduró hasta 1784. El último Gran Maestre Pedro Luis Garcerán de Borja al no conseguir que el capítulo de la Orden de Montesa nombrara como maestre a su hijo después de su muerte, llegó a un acuerdo con el rey de España Felipe II para anexionar la orden a la Corona de Aragón. Es cuando el rey Felipe II visita San Mateo durante cuatro días para finalizar la negociación. Las Órdenes militares españolas de Santiago, Alcántara y Calatrava fueron anexionadas por los Reyes Católicos a la Corona de Castilla excepto la de Montesa. Los montesianos se resistieron a ello y pagaron con la muerte por envenenamiento de su maestre Felipe Vivas de Cañamas en su palacio de San Mateo. Unos meses más tarde muere el Papa de Roma y es elegido nuevo papa Rodrigo de Borja con el nombre de Alejandro VII que evitó a toda costa esta anexión. Actualmente la Orden de Montesa tiene su sede en Madrid formando parte del Consejo General de las Órdenes Militares españolas, siendo Su Majestad el Rey FelipeVI el Gran Maestre de las cuatro Órdenes Militares Españolas, Santiago, Calatrava, Alcántara y Montesa.
En 1649 durante la Revuelta de los Segadores en Cataluña, tropas franco-catalanas se dirigen hacia el sur para ocupar la plaza de Valencia. La situación estratégica de San Mateo era una pieza codiciada para los franco-catalanes apresurándose a tomarla de forma que con las plazas de Tortosa y San Mateo se abría el camino directo a Valencia. Se ordenó la toma de San Mateo al general José Dárdena que formaba parte del grupo de «desenganyats» de Pau Claris y con un ejército bastante numeroso, mientras San Mateo estaba defendida por Lord John George, Barón de Seebach, con un reducido grupo de hombres. El pueblo de San Mateo resistió el asedio de forma heroica hasta que los franco-catalanes abandonaron la plaza y regresaron a Cataluña ante el rumor de que en las inmediaciones de Vinaroz se encontraba el almirante y capitán general de los Océanos, Francisco Díaz Pimienta con toda su flota y dispuesto a socorrer a San Mateo con un contingente de 5000 hombres. El ejército de José Dárdena abandonó su intento de tomar San Mateo y de proseguir en dirección a Valencia.
Durante la guerra de sucesión española, el 17 de diciembre de 1705 San Mateo se entrega sin resistencia al general austracista Jones, ejemplo seguido por el resto de los pueblos de la comarca, excepto Peñíscola. Los ejércitos borbónicos comandados por el conde de las Torres intentan reconquistar la población unos días después, por lo que la asedian del 28 de diciembre de 1705 al 9 de enero de 1706, produciéndose graves destrozos tanto del recinto amurallado como en el casco urbano. Después de la Batalla de Almansa en 1707, San Mateo cae en manos de los Borbones sin ofrecer resistencia alguna y estos por los antecedentes de la villa al tomar parte en la causa austracista, despojan a la villa de todos sus privilegios, pasando la capitalidad administrativa del Maestrazgo a Vinaroz, que se mantuvo leal a los Borbones. Se destruyeron parte de las murallas y torres más representativas.
En 1766 con motivo del descubrimiento de las Catacumbas de Priscila en Roma, el pueblo de San Mateo a instancias de Fray Bernardo Cervera, natural de Sant Mateu, de la Orden de San Francisco que residía en Roma, solicitó el cuerpo entero de un cristiano para declararle copatrón de la villa y erigirle una capilla. La solicitud fue concedida por el Papa Clemente XIII y el 2 de mayo de 1767 llega a San Mateo el cuerpo de San Clemente Mártir, denominado así en honor al Papa Clemente XIII, revestido de soldado romano y en una urna barroca, aportación que hizo Madona Sofía de origen alemán.

### Edad Contemporánea
Durante la Guerra de la Independencia, los franceses ocuparon la población desde septiembre de 1810 hasta julio de 1813. Su cuartel general estaba situado en el convento de los dominicos al que convirtieron en un auténtico fuerte, rehaciendo algunos tramos de muralla, siendo esta actuación muy destructiva para el convento.
El trienio liberal de 1820 a 1823 está caracterizado a partir de 1822 por los ataques de las partidas realistas a las tropas liberales o constitucionalistas acantonadas en San Mateo.
El conflicto entre carlistas y liberales de 1835 (primera guerra carlista) fue muy destructivo para la población. Tras ser tomada por los dos bandos en lucha en mayo de 1839, las tropas isabelinas al mando del general O'Donnell recuperan San Mateo. A finales de abril de 1837, Ramón Cabrera trató de apoderarse de San Mateo. El 3 de julio de 1837, estando en San Mateo las tropas carlistas y consolidado un extenso territorio, fue el momento propicio para que la villa recibiese la visita del rey carlista Carlos V, alojándose en el palacio de los marqueses de Villores. Desde el Cuartel de la Expedición Real, se hizo el nombramiento, el 3 de julio de 1837, de Ramón Cabrera como comandante general de Aragón, Valencia y Murcia, relevándose del mando de la Comandancia General de Valencia al brigadier José Miralles el Serrador, que se había presentado a D. Carlos a su paso por Traiguera. La expedición Real estuvo en San Mateo hasta el día 6 de julio, en que salió camino de Cuevas de Vinromá, donde comieron, y marcharon después hacia Castellón de la Plana por el camino de Cabanes. Esta expedición tenía como misión recorrer las posiciones carlistas conquistadas más importantes y seguir hasta Madrid en donde el pretendiente D. Carlos tomaría el poder y sería nombrado como rey de toda España. El General liberal Baldomero Espartero salió a su encuentro y frustró las intenciones de los carlistas.
Desde el fin de las guerras carlistas hasta nuestros días desde un punto de vista urbanístico destaca el nacimiento de los arrabales de Santo Domingo, Barcelona y Chert y su crecimiento junto con el ya existente de San Isidro. En el siglo XX, durante la II República se redactó un plan de ensanche que no se realizó.

## Demografía
San Mateo cuenta con una población de 2004 habitantes (INE 2024).
| Gráfica de evolución demográfica de San Mateo entre 1842 y 2021                                                     |
| |
| Población de derecho según los censos de población del INE Población de hecho según los censos de población del INE |

## Economía
La agricultura está representada por los cultivos de olivos, almendros y cereales. En las zonas de regadío, irrigadas por norias de tradición romana y árabe, se cosechan patatas, hortalizas, legumbres y cebollas.
La industria ha sufrido una baja importante con varias empresas cerradas, quedando únicamente algunas del sector de la madera y servicios.
El turismo sigue la línea ascendente con la consolidación de restaurantes, hoteles y varias casas rurales.

## Administración y política
| Periodo   | Nombre                        | Partido   |
| --------- | ----------------------------- | --------- |
| 1979-1983 | José Manuel Vilagrasa         | PSPV-PSOE |
| 1983-1987 | José Manuel Vilagrasa         | PSPV-PSOE |
| 1987-1991 | Ramón Arnau García            | PP        |
| 1991-1995 | Manuel Ferreres Ferreres      | PP        |
| 1995-1999 | Manuel Ferreres Ferreres      | PP        |
| 1999-2003 | Manuel Ferreres Ferreres      | PP        |
| 2003-2007 | Manuel Ferreres Ferreres      | PP        |
| 2007-2011 | Manuel Ferreres Ferreres      | PP        |
| 2011-2015 | Ana María Besalduch Besalduch | PSPV-PSOE |
| 2015-2019 | Ana María Besalduch Besalduch | PSPV-PSOE |
| 2019-2023 | Ana María Besalduch Besalduch | PSPV-PSOE |
| 2023-act. | Ana María Besalduch Besalduch | PSPV-PSOE |

## Patrimonio
A pesar de las agresiones y pérdidas que el paso del tiempo ha perpetrado, el legado monumental histórico ha motivado la declaración de Bien de Interés Cultural, por parte de la Generalidad Valenciana, al conjunto histórico artístico coincidente con la villa medieval de Sant Mateu.

### Religioso

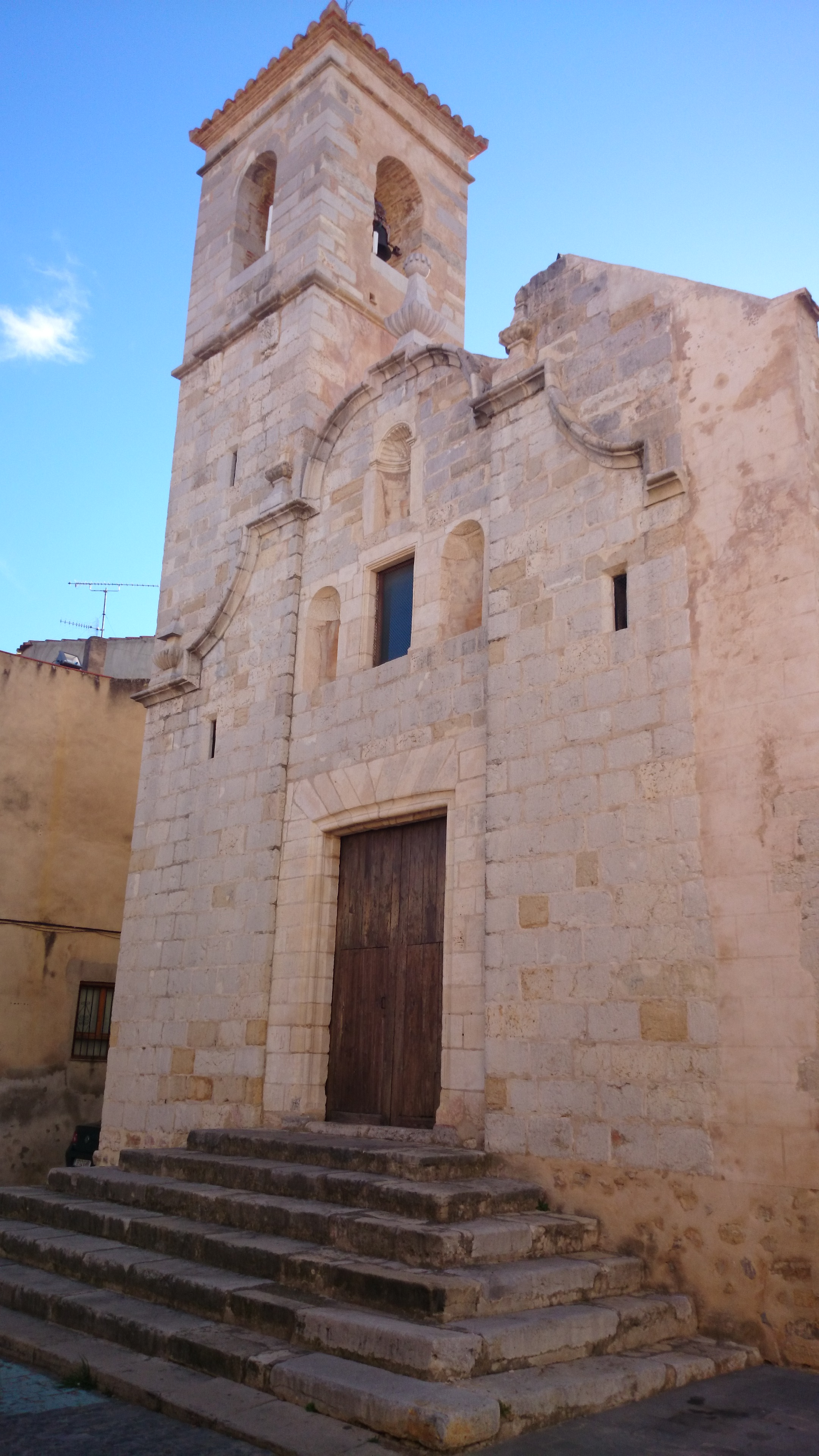
Iglesia San Pedro y San Pablo.

- Iglesia arciprestal. Monumento clave de la arquitectura del gótico valenciano en la Comunidad Valenciana, reconocido como Bien de Interés Cultural. Sus elementos principales son: portada románica (siglo XIII), nave gótica (siglo XIX-XV), puerta lateral gótica y torre campanario (siglo XV), capilla de la Virgen de los Ángeles (siglo XVII) y capilla de la Comunión (siglo XVIII) o de San Clemente Mártir. El interior de la iglesia está cargado de ventanales, figuras y escudos esculpidos en piedra en las capillas de los nobles comerciantes de la lana que costearon la construcción de la Arciprestal. Contiene un museo parroquial en el que se conservan numerosas reliquias, cáliz del Papa Luna y cruz procesional.

La portada románica presenta unos capiteles labrados en piedra que representan escenas del antiguo testamento, Adán y Eva, hojas acuáticas y la escena de la cena de Herodes cuando se decapitó a San Juan Bautista. Esta escena la esculpían en sus monumentos religiosos la Orden de los Hospitalarios, llamados también los sanjuanistas o San Juan del Hospital; ahora se denomina de Malta.
La denominada Puerta Falsa es de estilo gótico primitivo con unos capiteles esculpidos en miniatura con escenas del Apóstol San Mateo, San Jorge, patronos de la villa, etc. Por esta puerta se accede a la Torre Campanario de estilo gótico-octogonal.
- Iglesia de San Pedro. Se trata de un edificio exento situado en el Pla de Sant Pere (Plano de San Pedro). La iglesia parece que es la más antigua de la villa y su ubicación está en el que fue primitivo núcleo de la población, conocido como zuda.

La iglesia es de estilo románico en su interior, llamado de reconquista, dedicada a San Pedro y San Pablo. Durante el siglo XVIII la cofradía de la Virgen de los Dolores, formada por la gente más noble de la villa, modificó el frontispicio de la iglesia aportando un estilo renacentista, en su interior añadidos barrocos y la construcción de un campanario. Últimamente se ha rehabilitado totalmente su interior, quitando el barroco existente y devolviéndole su arquitectura como en su origen se encontraba.

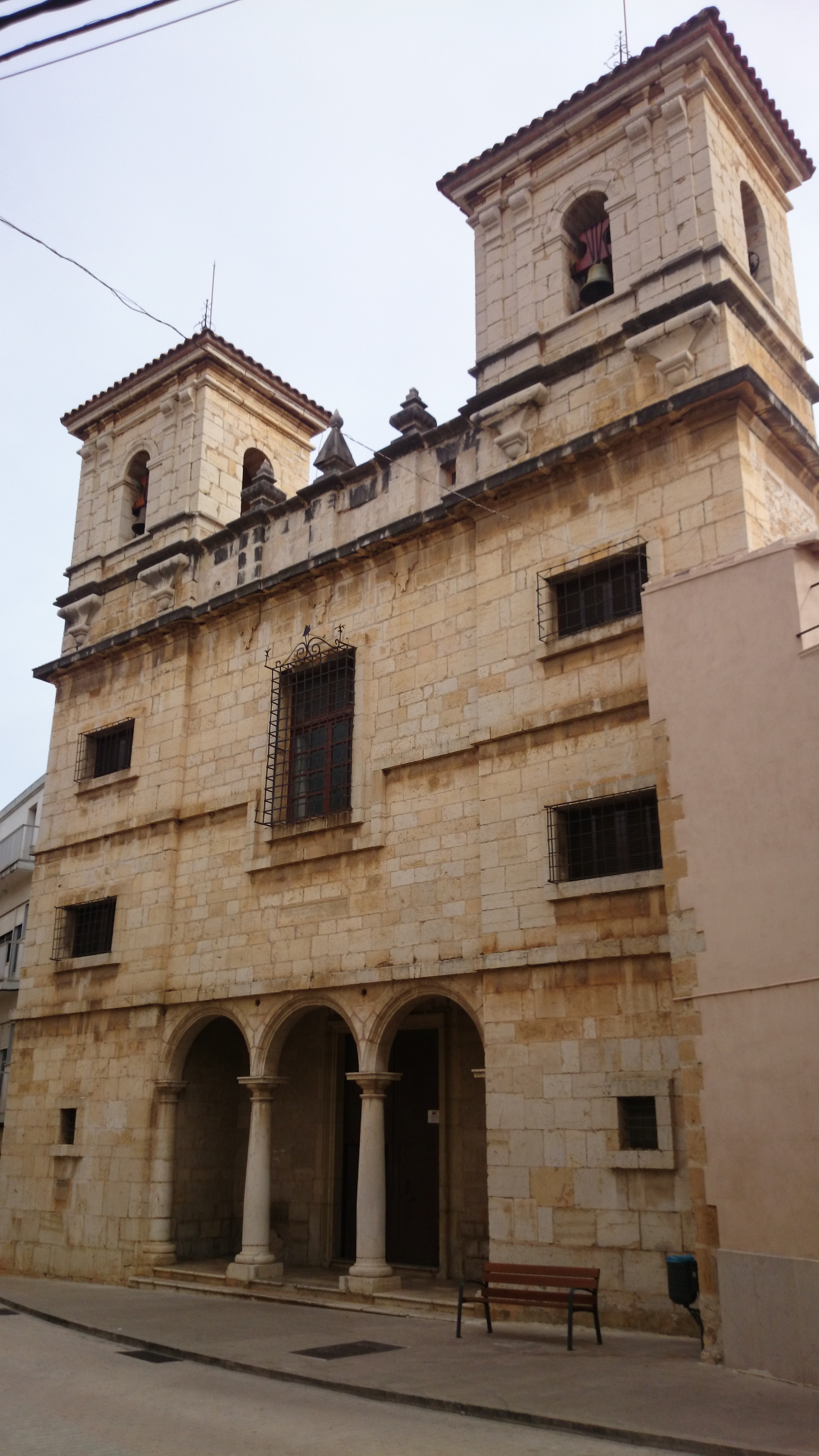
Iglesia Convento Madres Agustinas.

- Iglesia y Convento de las Agustinas. El convento se creó en 1590 con monjas de la congregación de Mirambel. El edificio conventual se construyó en terrenos ocupados por el hospital cedidos por el consejo de la villa junto al Portal de Valencia. La parte posterior del convento abraza con sus muros una de las antiguas torres de las murallas conocida como la torre de la Vedella o del Hospital que flanqueaba el portal con el mismo nombre. La congregación ha estado sin interrupción desde la fecha de su fundación, excepto el breve periodo de la guerra civil española, en que el convento fue expropiado por la Confederación Nacional del Trabajo (CNT) y expulsadas todas las Monjas Agustinas. Al finalizar la guerra civil española, regresaron de nuevo al convento.

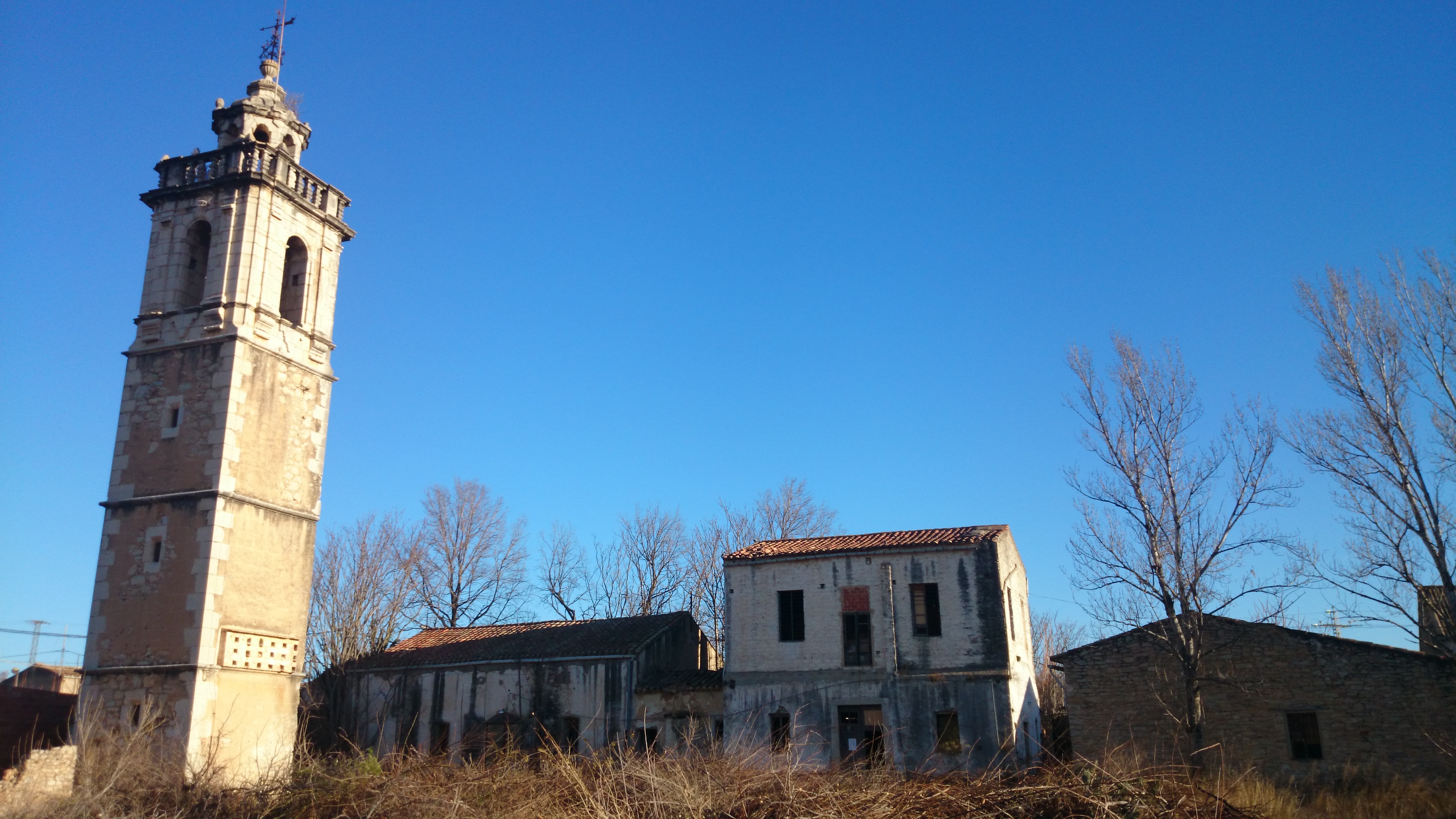
Campanario Convento Dominicos.

- Campanario de los Dominicos. También conocido como Campanari de les Llàstimes, es una torre datada aproximadamente en 1737. Único resto del convento de Santo Domingo, fundado en 1360 en el gobierno del Maestre de Montesa Pere de Thous, que dirigió personalmente las obras. El convento presidió varios capítulos de la Orden de los Dominicos de toda la Corona de Aragón, era de los más importantes del Reino de Valencia, tenía una iglesia gótica y grandes claustros de estilo gótico. En este convento pernoctó en varias ocasiones San Vicente Ferrer cuando se dirigía a Lérida. Las numerosas guerras que padeció Sant Mateu en el siglo XIX acabaron con el gótico más representativo, aunque se salvó de la destrucción por servir de vigía a las tropas que sitiaron San Mateo durante las guerras carlistas y de la desamortización de Mendizábal de 1835.

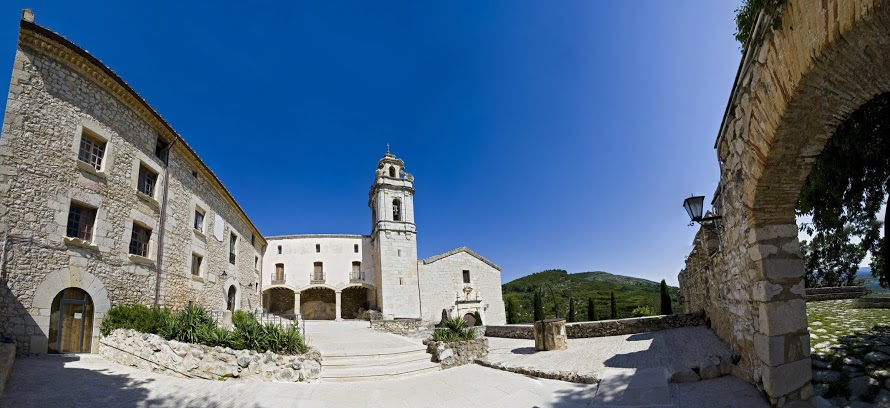
Ermita Virgen de los Ángeles.

- Ermita de la Virgen de los Ángeles. Conjunto arquitectónico datado de los siglos XVI y XVII compuesto por la iglesia, la hospedería, el mirador, el pozo y otras construcciones anexas. La ermita está situada en un paraje rodeada de pinos y flora autóctona, con un paisaje en el que se divisa el valle del Ángel hasta los montes de Tortosa.

Antiguamente la ermita se llamaba de San Antonio hasta que en 1580, con motivo de una imagen encontrada por su hermitaño Sebastián en una pequeña cueva, se acudió al Patriarca Ribera de Valencia, y se convino con el pueblo levantar una nueva ermita dedicada a la Virgen de los Ángeles. El patricio Vicente Cerdá Arnau aportó las tierras limítrofes a la ermita y en 1585 mandó construir un altar en la parte lateral de la ermita. Poco a poco se culminó con una importante y amplia iglesia de estilo barroco. Se construyó una Hospedería y Campanario.
A principios del siglo XX un incendio acabó con todo el interior de la iglesia; años más tarde se entroniza una nueva imagen de la Virgen de los Ángeles hecha en Italia con mármol blanco de Carrara y bendecida por el Papa. Durante los episodios bélicos de 1936 la iglesia es saqueada y su imagen echada en una hoguera. El sanmatevano Ángel Ortí cuando el fuego estaba casi apagado, rebuscó durante la noche y halló la imagen de mármol de la Virgen rota en tres trozos. Cuando finalizó la guerra civil presentó los trozos rotos de la imagen y se rehabilitó tal como se encontraba anteriormente (todavía se puede apreciar las cicatrices que mantiene la imagen).

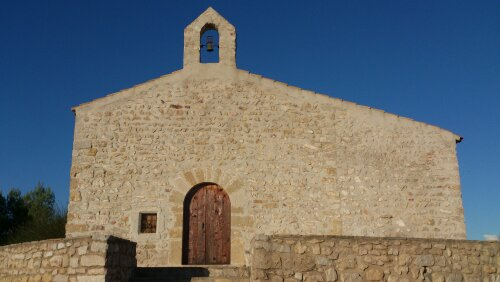
Ermita San Cristóbal.

- Ermita de San Cristóbal. A muy poca distancia de la ermita de la Virgen de los Ángeles, con una panorámica del valle, se encuentra la rehabilitada ermita de San Cristóbal, de estilo románico y del siglo XIII. Todos los años se celebra la fiesta de San Cristóbal organizada por el gremio de conductores. Los profesionales del transporte agradecen al santo su protección en las carreteras.
- Otras Ermitas. En San Mateo existían muchas ermitas de las que aún quedan algún resto del pasado. La primera ermita que se construye en San Mateo es la de Santa Ubaldesca, la patrona de los Hospitalarios que tomaron posesión de San Mateo en la Reconquista, queda solamente la base de la iglesia y está situada en la confluencia del río del Palacio y Benifarquell; la ermita de San Juan, desaparecida también en la muntanyeta de Sant Joan; la ermita de Santa Bárbara situada en el cementerio actual; la ermita de San Roque, desaparecida y que estaba situada junto a la Torre de l'Hort en el racó de la Marquesa; la ermita de Santa Magdalena, también desaparecida, a un kilómetro de la carretera de Tírig; la cova dels ermitans monjes anacoretas que vivían en la más absoluta pobreza cuyas cuevas todavía existen junto a la montaña denominada del Frare y ermita vella. En la villa existía una capilla o ermita muy pequeña en la calle La Cort junto a los cuatre cantons en honor a san Miguel y la Virgen de los Desamparados.

### Civil

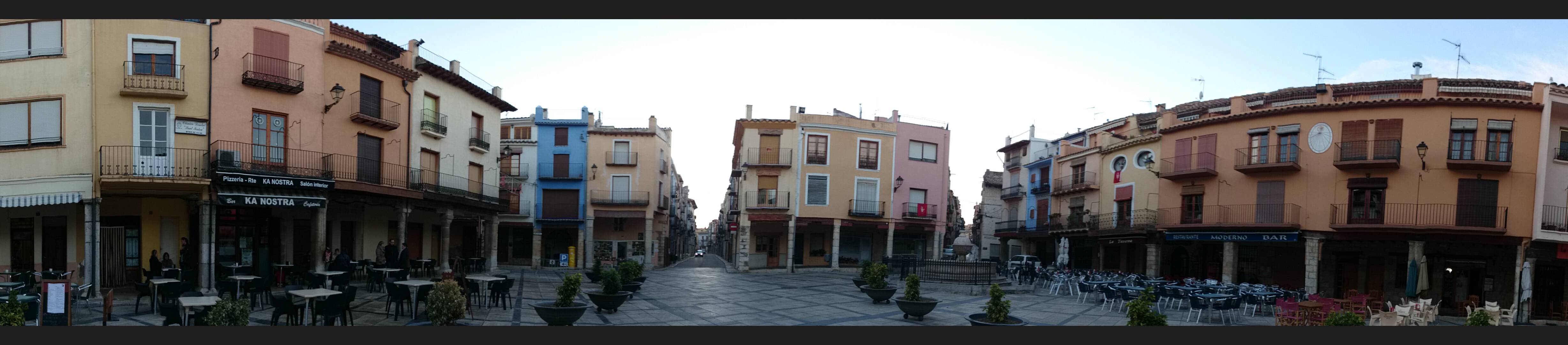
Panorámica plaza Mayor.

- Plaza Mayor. La plaza es un diseño típico de las plazas medievales en ciudades fuertemente amuralladas. La plaza antiguamente estaba cerrada y se accedía a ella por debajo de las casas. Siete calles desembocan en ella y una de ellas conduce hasta la Torre como última defensa en caso de asedio y pérdida de murallas. La plaza nace a finales del siglo XIV puesto que los soportales aparecían en un círculo de cuatro calles y con la necesidad de ampliar el mercado que tenía San Mateo, el Maestre de Montesa y el Consell de la Vila acuerdan comprar la manzana de casas y formar una plaza con una fuente en el medio y coronada con el escudo de las armas de San Mateo, el Ángel.

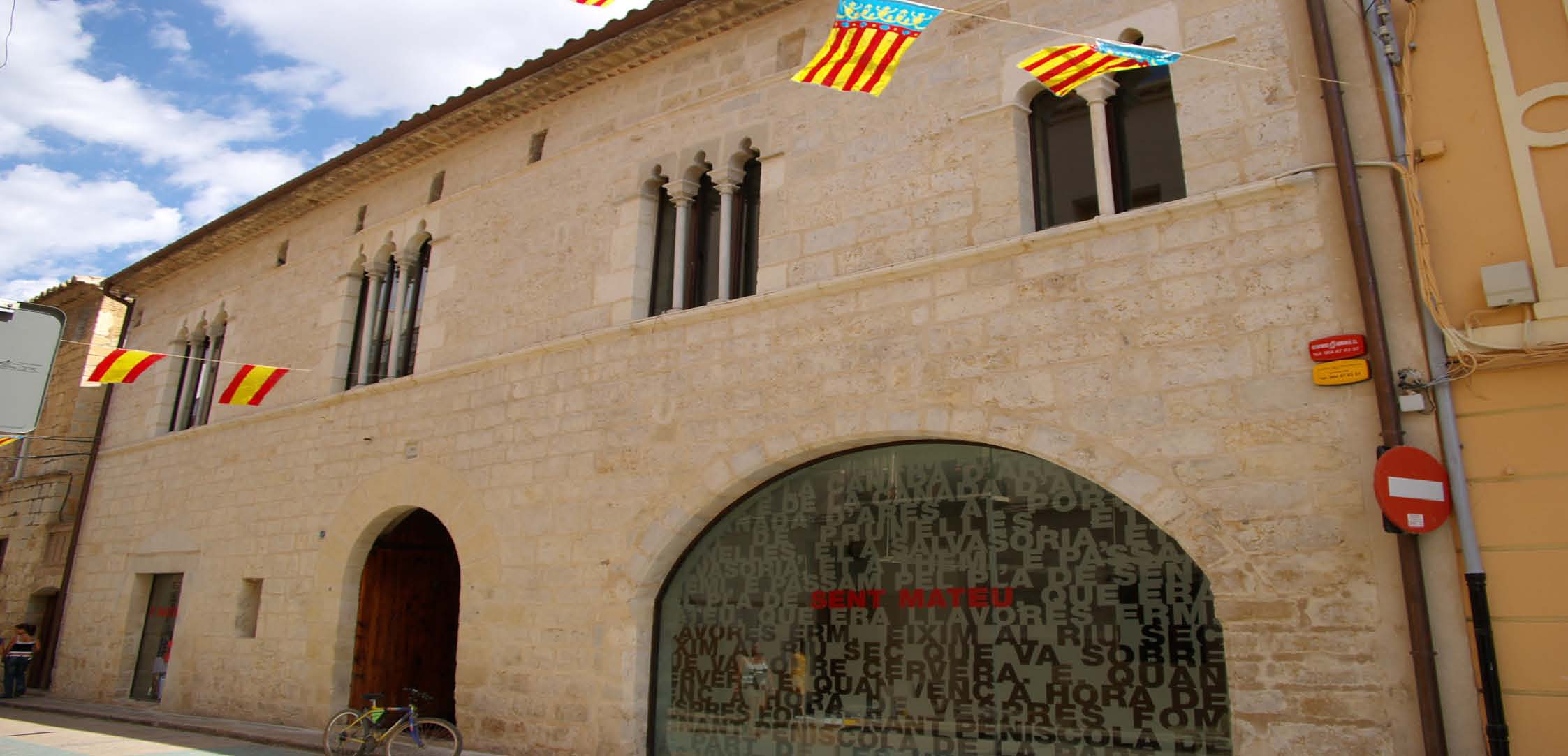
Consell Vell-Ayuntamiento.

- Ayuntamiento. También conocido popularmente como Cort Nova, se trata de un ejemplo del gótico civil valenciano. Palacio entre medianeras construido a mediados del siglo XV. Este Palacio pertenecía a la familia de los Vilanova y cuando se destruyó el Consell de la Vila, se pasó la sede de la Cort a este Palacio, conocido por tanto como Cort Nova. Presenta una amplia fachada de sillares con cuatro ventanas divididas por parteluces en la planta noble. Destaca el Salón de Plenos con vigas de madera y ventanas que comunican con el Callejón de los Judíos, siendo una de ellas de arco trilobulado.

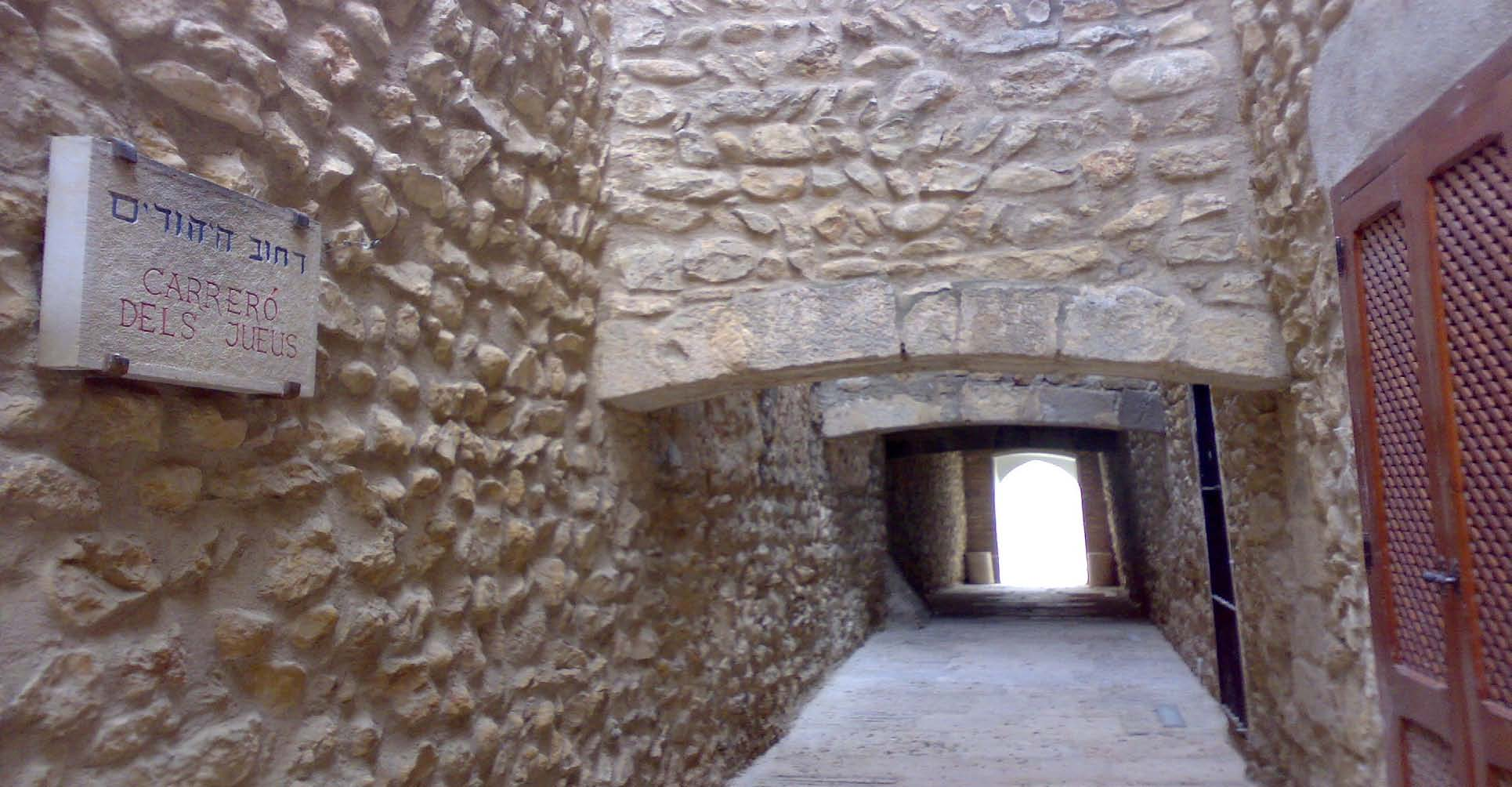
Callejón de los Judíos.

- Callejón de los Judíos. Fragmento de una vía medieval restaurada en 1992 cuyo origen se remonta al siglo XIV. Formaba parte de la judería o aljama de San Mateo de entre los que se encontraba el judío Ben Astruc. La mayoría del callejón de los Judíos o Call, se encuentra tapiado; partía desde el Portal de Barcelona y por detrás de las casas de la calle Barcelona discurría entre los Palacios Vilanova y Borrull, seguía hasta la calle Morella, hoy tapiado, por la calle gallinas perdiéndose hasta la calle Forn Vell, seguía por el callejón Palpacuixes hasta llegar a la calle San Francisco en lo más alto del casco urbano. San Mateo poseía importante y numeroso colectivo judío, en especial durante los siglos XIII y XIV, pues el mercado de la lana los hacía imprescindibles para las transacciones económicas.
- Palacio Borrull. Perteneció a la noble familia de los Borrull. Desde 1883 a 1892 se instaló en él la Audiencia de Asuntos Criminales del partido judicial de San Mateo, hecho que condiciona el nombre por el que se conoce popularmente este edificio. Este palacio está datado en el siglo XV. Presenta una amplia fachada de sillares de composición simétrica junto con una puerta de acceso situada debajo de un gran arco adovelado. Es sede del Museo municipal de San Mateo.
- Murallas. Monumento declarado Bien de Interés Cultural y muestra más importante de arquitectura militar existente en la población. San Mateo estaba amurallado y poseía ocho portales: el principal era el de Valencia, le seguía el de Morella, Albocácer, Sto. Domingo, Fossar, Barcelona y dos portalets: el de la Vedella u Hospital y el de Miquels. Las murallas de San Mateo soportaron dos asedios importantes y hasta el siglo XVIII fueron inexpugnables. Durante el siglo XIV fueron reforzadas por el 3.er Gran Maestre Pedro de Thous, soportaron los asedios de 1649 y 1705. Finalizada la Guerra de Sucesión se destruyó casi todo el lienzo de muralla como castigo por haber apostado San Mateo a los austracistas. Durante las guerras carlistas se destruyeron todos los portales existentes y zonas amuralladas.
- Palacio Maestres Orden de Montesa. Este palacio albergó a todos los Grandes Maestres que tuvo la Orden de Montesa así como a personalidades relevantes: Papa Luna, la reina María, Pedro I de Foix, Clemente VIII, Carlos I, Felipe II, etc. Aunque este palacio quedó totalmente destruido, solo existe la base del mismo con restos de pavimento, cerámica, pozo y trozos de los ventanales góticos que poseía.
- Les Presons. Edificio en el que estuvo situado el primer ayuntamiento medieval de la población (el Consell). El Palacio fue destruido y solo quedaron los sótanos y mazmorras. En sus mejores momentos siendo Consell de la Vila, albergó durante cuatro veces las Cortes del Reino de Valencia.
- Palacio del Marqués de Villores. Conocido popularmente como El Sindicat. Su estructura es un palacio gótico del siglo XIV. Durante la época medieval perteneció a la familia de los comerciantes de la Lana, Ramón Comí. A partir del siglo XVIII el marquesado de Villores lo rehabilitó cambiando el estilo de la fachada a renacentista con sillería.
- Horno Gótico construido en el siglo XIV. Conserva toda su estructura medieval, rehabilitado y conservado, es la sede de la Oficina de Turismo, Información Turística y Patronato municipal de Turismo de San Mateo.

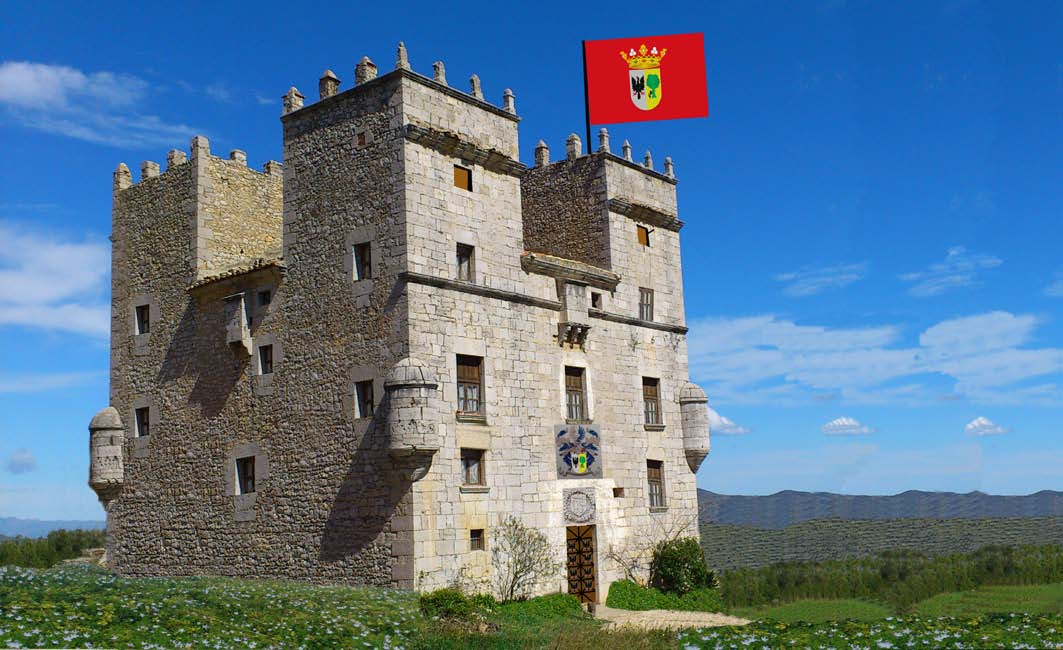
Torre Palomar.

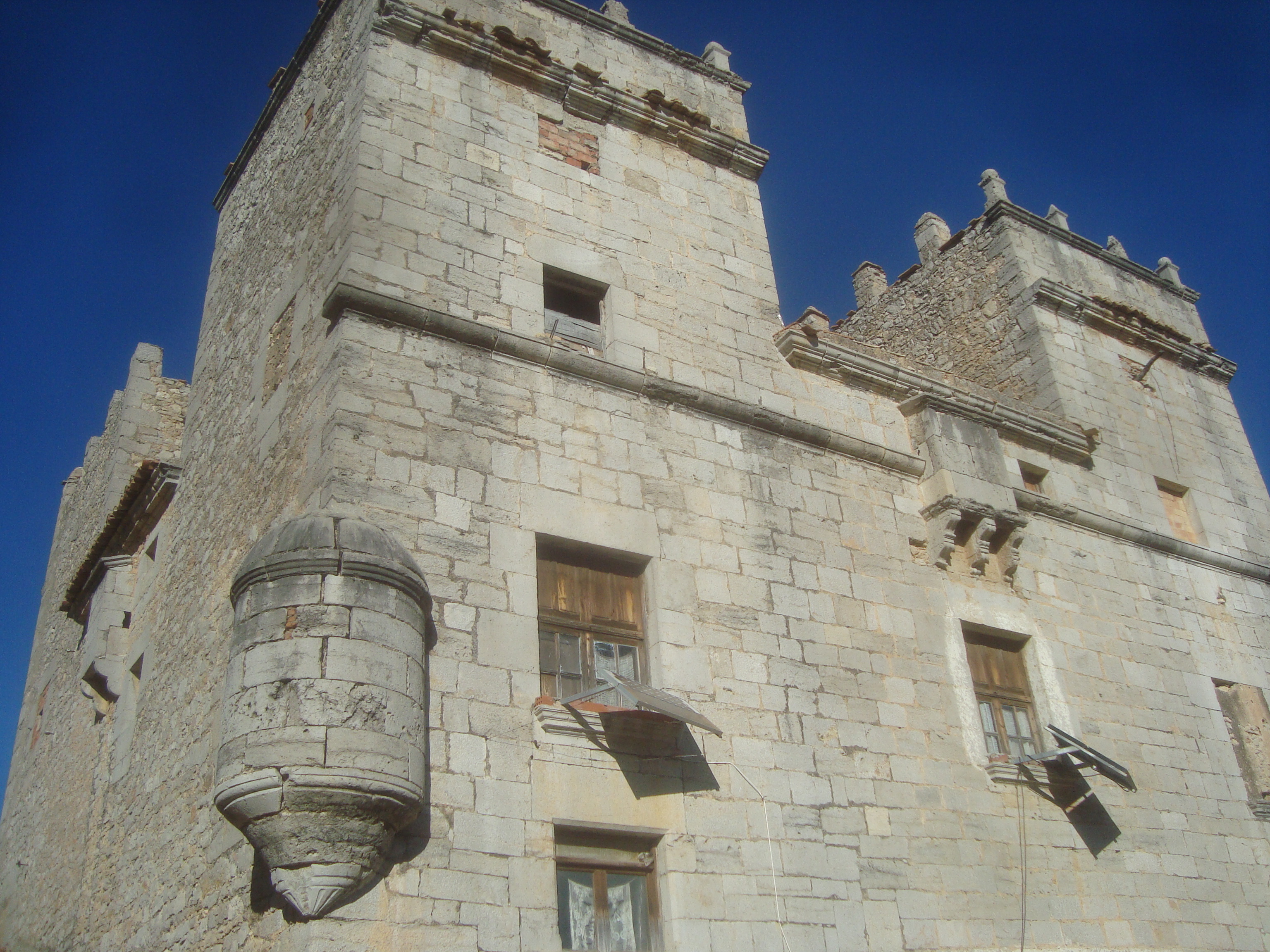
Torre Palomar

- Torre PalomarOtros Palacios. A pesar de la desaparición total del majestuoso Palacio de la Orden de Montesa, todavía en San Mateo existen palacios góticos, algunos restaurados, por todo el casco urbano, aportando una visión del esplendor que tuvo San Mateo en especial durante los siglos XIII, XIV y XV. Además de los palacios antes descritos existen otros en buen estado como los palacetes de Zahera, Sancho, Agramunt, Sales, Forner, Palilles, Mulet-Beltrán, Montañés, Posada Sto. Domingo, Arcipreste, Guillem Sorolla y Matutano.

### Museos
San Mateo posee diversos museos de interés patrimonial e histórico:

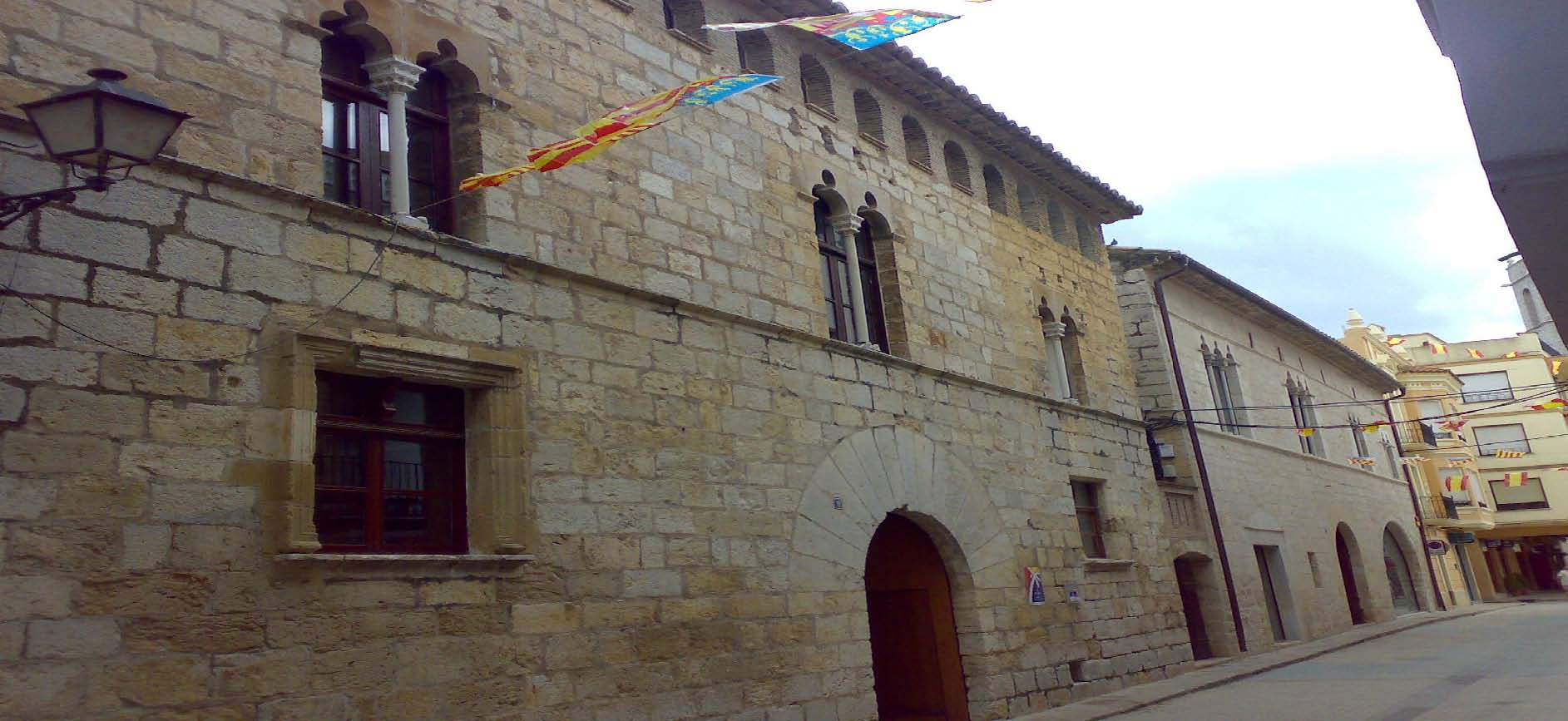
Palacio Borrull.

- Museo Paleontológico. En este museo se puede apreciar piezas de gran valor, conteniendo una colección completa de Ammonites de entre las más importantes de Europa.
- Museo Municipal. Situado en el Palacio Borrull, contiene colección de piezas de la época íbero-romana, gótico y documentación de los siglos XIII, XIV y XV. Retratos de lugartenientes de la Orden de Montesa y objetos de interés patrimonial.
- Museo Arciprestal. Contiene relicarios, cálices, cruces procesionales, todo ello del siglo XIV y XV.
- Museo Etnográfico. Colección privada de objetos y utensilios de los siglos XIX-XX. Situado en las antiguas prisiones o mazmorras del antiguo Consell.

## Lugares de interés

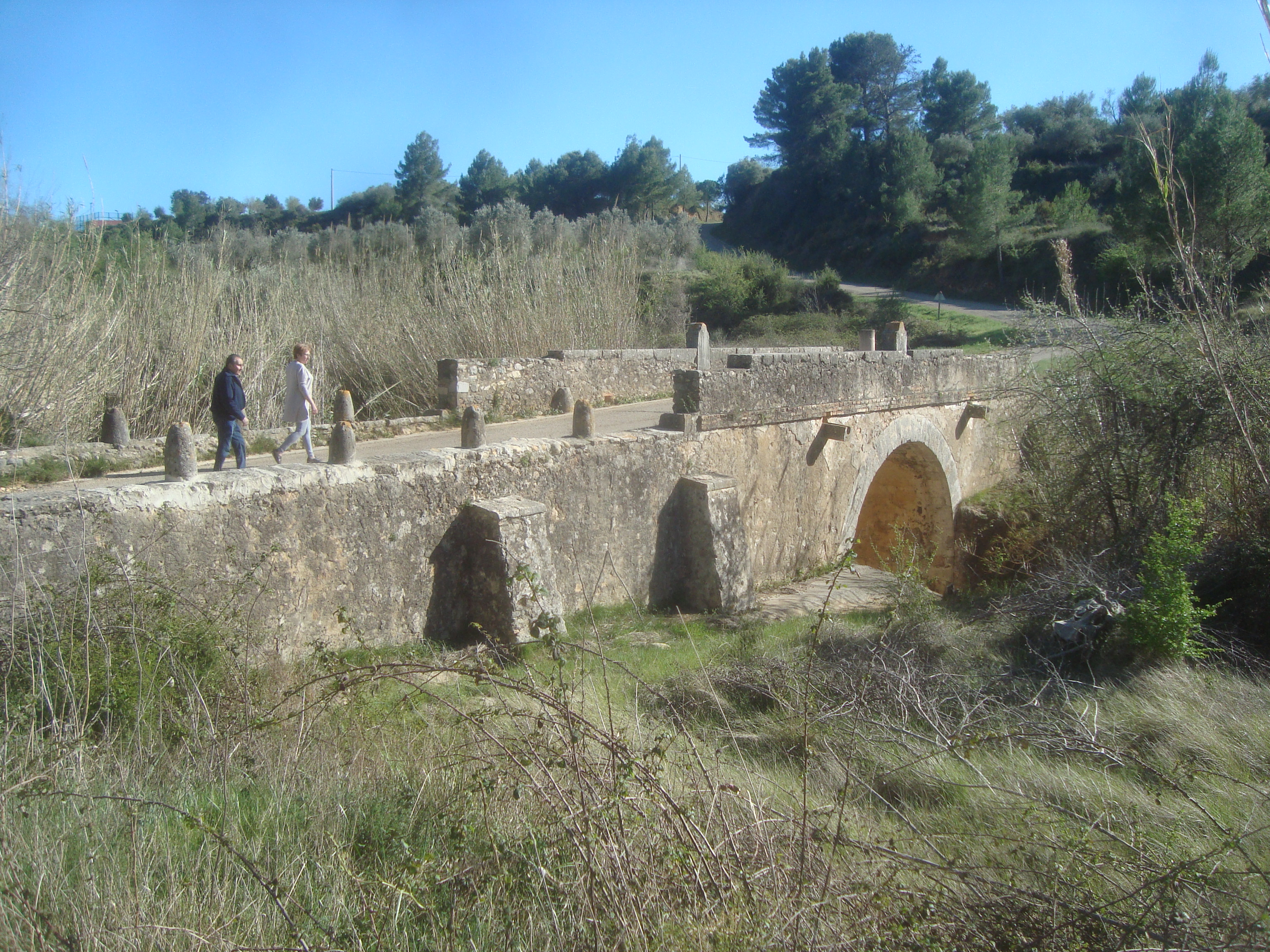
Vía Augusta y Camino Real a su paso por el Puente de la Coma (Sant Mateu).

- Vía Augusta y Camino Real a su paso por el Puente de la Coma (Sant Mateu).Senderismo. San Mateo dispone de tres senderos de pequeño recorrido (PRV) señalizados en el término municipal que abarcan la casi totalidad del mismo y en parte discurren por vías de tradición histórica, como son la Vía Augusta, los Assegadors y la ruta de los olivos milenarios.

## Fiestas

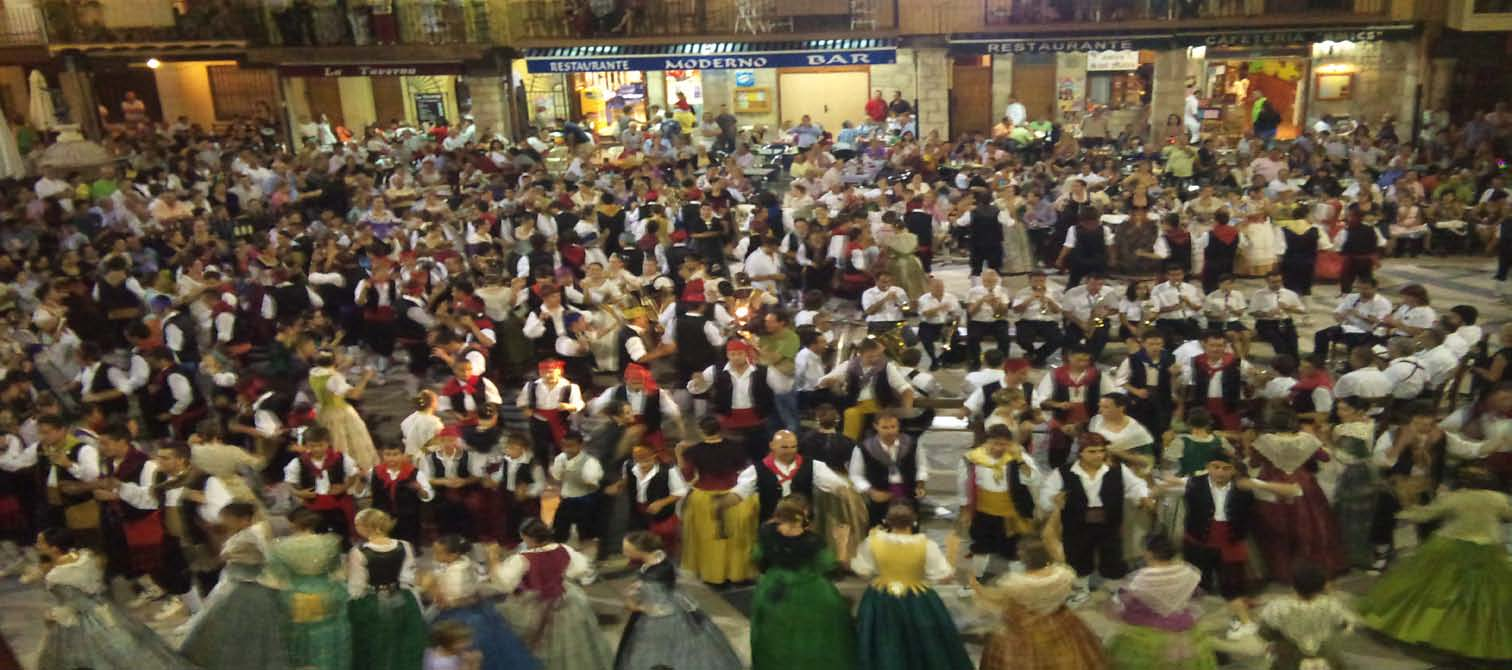
Ball Pla de Sant Mateo en la plaza Mayor.

- La Semana Santa tiene como acto principal la procesión del Jueves Santo.
- La Virgen de los Ángeles (Mare de Déu dels Àngels), patrona de San Mateo, se celebra el segundo sábado después de Pascua de Resurrección, con la tradicional romería.
- Las fiestas patronales se celebran del 18 al 29 de agosto en honor de Santa Tecla y San Clemente. Los vecinos aprovechan la fiesta del día 20 de agosto para danzar y enseñar el tradicional Ball Pla.
- El patrón, San Mateo Apóstol, tiene su día grande el 21 de septiembre.

## Gastronomía
La gastronomía está basada en los productos de la tierra, con platos como la olleta de Sant Mateu, arroz al horno, chuletas a la brasa, cordero mechado, conejo con caracoles, ternasco y Paella con pelotas. De la tradicional repostería destacan los rollets d'aiguardent, primetes, pastissets, bunyols, rosques, prims, coques salades, enpollados.
Otros productos típicos de la gastronomía local son la miel, el aceite de oliva y el queso de San Mateo.